# Alberto Palomo-Lozano
Alberto Palomo-Lozano és el primer responsable de dades (en anglès: Chief Data Officer o CDO) del Govern d'Espanya, un càrrec que depèn de la Secretaria de Digitalització i Intel·ligència Artificial encapçalada per Carme Artigas.

## Biografia
Doctorat en física supergravitacional a la Universitat Autònoma de Madrid, Alberto Palomo cursà també un màster en física teòrica per la Universitat de Cambridge (on fou alumne de Stephen Hawking). Es diplomà l'any 2016 en Coneixement estadístic i mineria de dades per la Universitat Nacional d'Educació a Distància i obtingué un certificat en emprenedoria, administració de negocis i manejament també per la UNED, i també aconseguí un Certificat de lideratge impulsat per la investigació l'any 2021 a la MIT Sloan School of Management.
Del 2014 al 2015 treballà a Toronto (Canadà) per l'empresa Huawei, amb el càrrec d'investigador en la plataforma d'acceleració del maquinari d'intel·ligència artificial i també sobre xarxes neuronals convolucionals (aprenentatge profund). El 2016, però començà a treballar per AVANGRID, filial nord-americana d'Iberdrola, com a Científic i arquitecte principal de dades, en anàlisi, aprenentatge de les màquines, dades massives i visualitzacions.
El 20 de juliol de 2021 es féu públic que Alberto Palomo-Lozano seria el primer responsable de dades del Govern espanyol, nomenat per Carme Artigas secretària d'Estat de Digitalització i Intel·ligència Artificial del Govern espanyol. Entre les responsabilitats d'Alberto Palomo s'hi comptaria la d'assegurar-se que el desenvolupament de la Intel·ligència Artificial es fes de forma "alineada i coordinada" entre les diverses branques del Govern espanyol i les empreses privades relacionades, especialment entre les que acabin participant dels projectes que es realitzaran amb fons europeus de recuperació de la Covid19. També tindrà l'encàrrec de gestionar la creació del "hub" nacional per Gaia X, i desplegar un ecosistema sòlid en l'àmbit de la compartició de dades industrials que potenciïn el paper de la dada en l'economia.
La feina de responsable de dades es repartiria en tres àmbits:
- G2G (administració a administració): quines dades compartiran les administracions entre ells
- G2B (administracions a empreses): quines dades públiques seran d'utilitat per a les empreses
- B2B (empreses a empreses): quines dades poden interessar entre les empreses mateixes.

En l'últim àmbit és on cobraria més rellevància el hub nacional de dades GAIA-X, que pretén ser un núvol europeu dissenyat de forma comunitària, i sobre el qual el govern espanyol pretendria liderar amb dades sobre turisme i també dades sanitàries. La intenció seria que Palomo fos llavors l'encarregat de representar el govern espanyol en els fòrums internacionals sobre economia de les dades.
La feina de responsable de dades d'Alberto Palomo aniria lligada també a la de la Secretaria General d'Administració Digital amb Juan Jesús Torres Carbonell com a responsable. Palomo tindria l'encàrrec de dissenyar les polítiques de governança i estàndards en la gestió i anàlisi de dades que han de regir en l’Administració General de l’Estat. I s'encarregaria del desenvolupament d'un Centre de Competència analítica avançada de dades, que defineixi les metodologies i millors pràctiques, i que asseguri que es desenvolupin les competències tecnològiques i les eines necessàries per a la presa de decisions basades en dades per part de les administracions públiques. Tot plegat per formar i generar mecanismes de transferència de coneixement als diferents ministeris i administracions públiques espanyoles.

## Publicacions
- Meessen, Patrick; Palomo-Lozano, Alberto «Cosmological solutions from fake N = 2 EYM supergravity». Journal of High Energy Physics, 2009, 05, 12-05-2009, pàg. 042–042. DOI: 10.1088/1126-6708/2009/05/042.
- Grover, Jai; Gutowski, Jan B; Herdeiro, Carlos A.R; Meessen, Patrick; Palomo-Lozano, Alberto; Sabra, Wafic A «Gauduchon-Tod structures, Sim holonomy and De Sitter supergravity». Journal of High Energy Physics, 2009, 07, 20-07-2009, pàg. 069–069. DOI: 10.1088/1126-6708/2009/07/069.
- Meessen, Patrick; Ortín, Tomás; Palomo-Lozano, Alberto «On supersymmetric Lorentzian Einstein–Weyl spaces». Journal of Geometry and Physics, 62, 2, 2-2012, pàg. 301–311. DOI: 10.1016/j.geomphys.2011.10.017.
- Gutowski, Jan B; Palomo-Lozano, Alberto; Sabra, W A «Einstein–Weyl structures and de Sitter supergravity». Classical and Quantum Gravity, 29, 10, 21-05-2012, pàg. 105006. DOI: 10.1088/0264-9381/29/10/105006.
- Booth, I; Hunt, M; Palomo-Lozano, A; Kunduri, H «Insights from Melvin–Kerr–Newman spacetimes». Classical and Quantum Gravity, 32, 23, 10-12-2015, pàg. 235025. DOI: 10.1088/0264-9381/32/23/235025.